# Mirwais

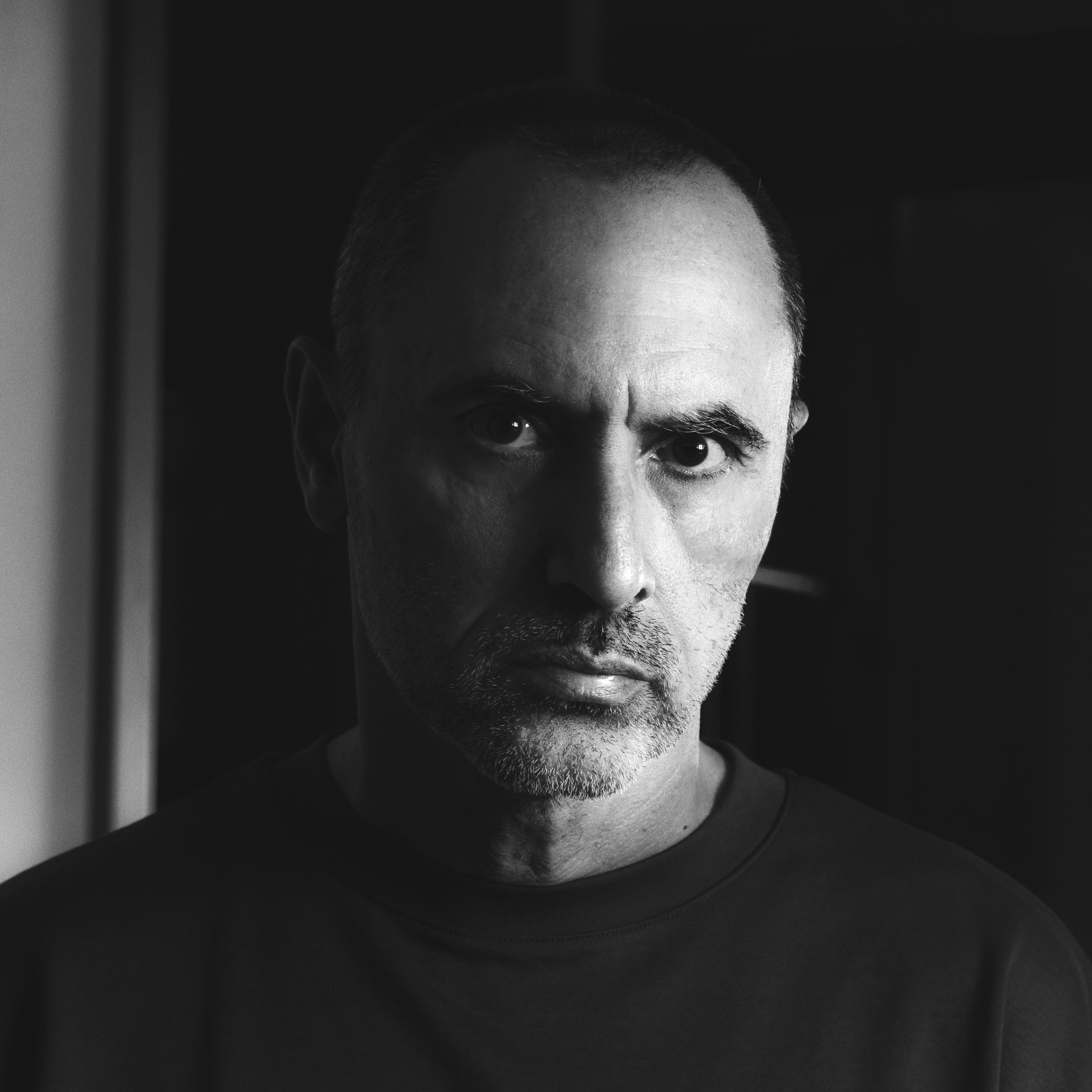
MIRWAIS 2023

Mirwais (* 23. Oktober 1960 in Lausanne; vollständiger Name Mirwais Ahmadzaï) ist ein in Paris lebender, französischer Musikproduzent, DJ und Komponist im Bereich der elektronischen Musik. Er ist afghanischer Abstammung.

## Biografie
Der in der Schweiz geborene Sohn einer Italienerin und eines Afghanen zog nach Paris, als er sechs Jahre alt war. Er ist einer der Begründer der französischen progressiven Elektronik-Musik. In den achtziger Jahren gründete er die erfolgreiche Gruppe Taxi Girl (1979). Einige ihrer Hits sind „Mannequin“ und „Cherchez Le Garcon“. Nach der Trennung der Gruppe 1986, gründete er mit seiner Freundin das Duo Juliette Et Les Independants. Danach wandte er sich, gefördert durch sein Label Naïve, der elektronischen Musik zu. Das Ergebnis war u. a. der Song „Disco Science“, den Mirwais Madonna als DAT schickte.
Madonna war begeistert von dem neuen Sound – und eine dreijährige Zusammenarbeit begann. Er schrieb und produzierte ihre beiden Alben Music (2000), American Life (2003) und einen Song für Confessions on a Dance Floor (2005). Für sein Soloprojekt in den USA unterschrieb er bei Sony.
Mirwais hat auch an zwei verschiedenen Soundtracks gearbeitet.
Zudem gelangte der Mirwais Song Disco Science in den Film Snatch – Schweine und Diamanten (2000) des Produzenten Guy Ritchie, Madonnas damaligem Ehemann. 2002 war er an der Musik zum Film Göttliche Intervention – Eine Chronik von Liebe und Schmerz beteiligt.
Später widmete Mirwais sich seinem Projekt Y.A.S. (zusammen mit Yasmine Hamdan), mit dem er westeuropäische Produktionen mit arabischen Einflüssen kombinieren wollte. Als Inspirationsquelle dienten ihm Kraftwerk, Madonna und Daft Punk. Alle Lieder sind in arabischer Sprache gesungen.

## Diskografie

### Solo

#### Alben
- 1990 Mirwais
- 2000 Production

#### Singles
- 1991 Cellophane
- 2000 Disco Science
- 2000 Naïve Song
- 2001 I Can't Wait
- 2002 Miss You
- 2020  My Generation

### Taxi Girl

#### Alben
- Cherchez le garçon
- Seppuku
- Suite & fin ?
- Quelque part dans Paris
- 84-86
- Best-of
- L'intégrale

#### Singles
- Mannequin
- Cherchez le garçon
- Jardin Chinois
- Les armées de la nuit
- La femme écarlate
- Viviane Vog
- Quelqu'un comme toi
- Dites-le fort
- Paris
- Aussi belle qu'une balle

### Juliette et les indépendants

#### Alben
- 1989 S/T
- 1994 14 Juillet

#### Singles
- 1987 La vie en noir
- 1989 Je suis à tes pieds

### Produktion

#### Alben
- 1998 Suicide Sutra (Sutra)
- 2000 Music (Madonna)
- 2003 American Life (Madonna)
- 2005 Confessions on a Dance Floor (Madonna)
- 2008 Y.A.S. (Yasmine Hamdan)
- 2019 Madame X (Madonna)

#### Singles
- Music (Madonna)
- Don't Tell Me (Madonna)
- Die Another Day (Madonna)
- American Life (Madonna)
- Hollywood (Madonna)
- Love Profusion (Madonna)
- Nobody Knows Me  (Madonna/Promo)
- Medellin (Madonna)

## Veröffentlichungen
- Taxi-Girl. 1878-1981. Paris: Éditions Séguier, 2024